# ズリーン
ズリーン （チェコ語：Zlín [zliːn]）は、チェコのズリーン州の都市。ドジェヴニツェ（チェコ語Dřevnice）河岸にあり、1949年から1990年までの市名はゴットヴァルドフ （Gottwaldov）であった。現代の都市としての発展は、製靴会社バタ（バチャ）と密接に結びついている。創業者トマーシュ・バタの優れた経営手腕のため、ズリーンは第一次世界大戦後の会社が飛躍的に発展したことから有名になった。また、現代的な計画都市でもある。

## ズリーンの歴史
最初にズリーンが記録に書かれたのは、1322年に遡る。町となったのは1397年である。

### ズリーンとトマーシュ・バタ（1894年-1932年）

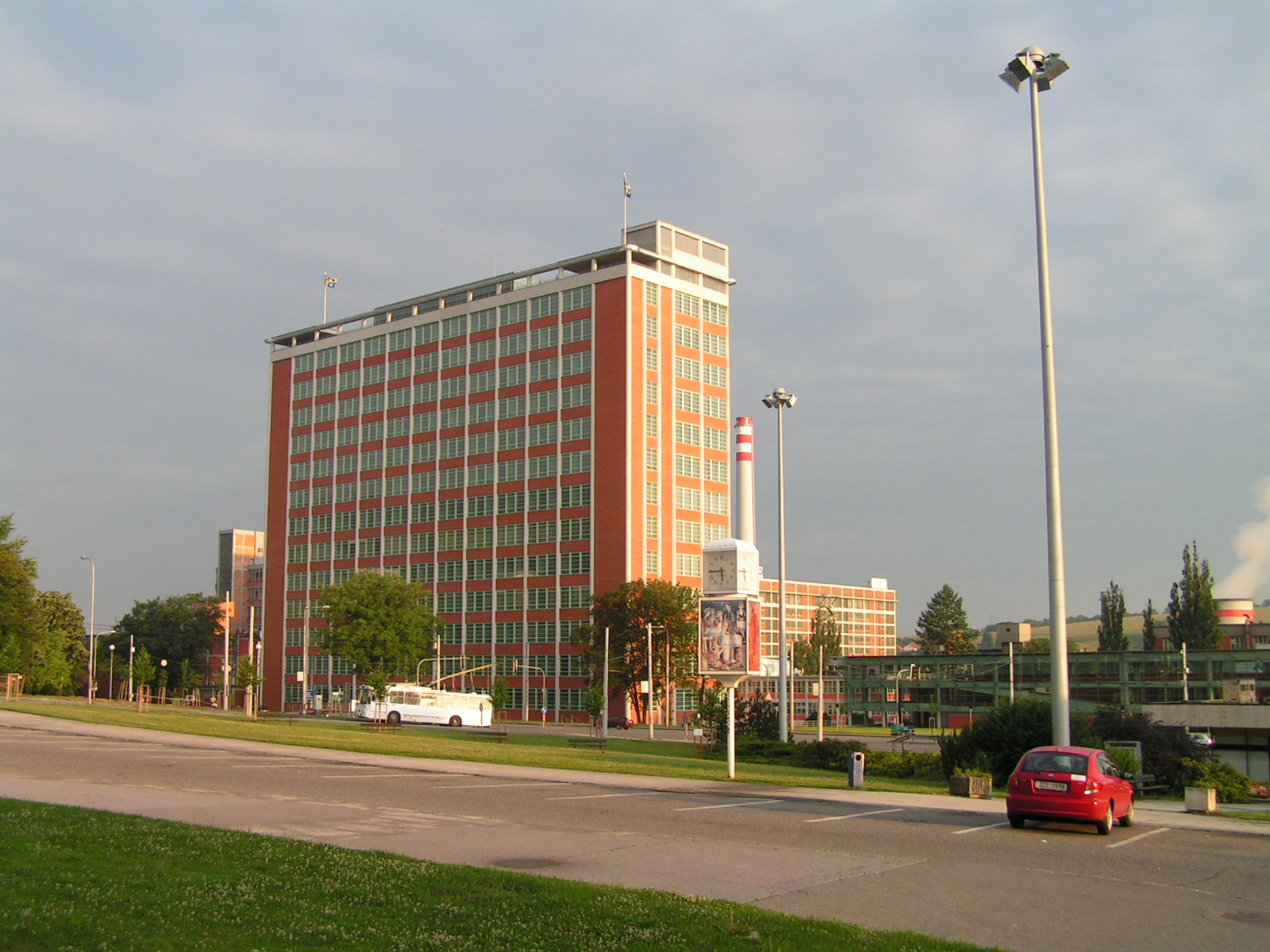
The Baťa’s Skyscraper from 1938

人口がおよそ3,000人だったズリーンの町は、トマーシュ・バタが製靴工場を創業した後飛躍的に人口が急増した。バタの工場は第一次世界大戦中オーストリア＝ハンガリー帝国軍に靴を供給した。会社の目覚ましい経済成長と、労働者の何不自由ない暮らしが増加したことで、バタ自身が1923年にズリーン市長に選出された。バタは1932年に亡くなるまで、自身の夢見る町の設計を続けた。当時のズリーンの人口はおよそ35,000人だった。バタは現代都市発展の目的のため名のある建築家たちを雇い、今日の構成主義の良例と言われる町を残したのである。
トマーシュの息子トマーシュは1939年にナチス・ドイツによって国外脱出を余儀なくされた。戦後、バタ製靴会社は国有化された。彼はカナダへ逃れ、そこで父のように自治体バタワ（オンタリオ州）をつくった。

### 会社と市の発展
世界恐慌の最中、バタの経済的成功が終わりとなると多くの人が予言していた。しかし会社はさらに拡大していった。ズリーンは急成長する国際企業の戦略本部となった。バタマン（バタの外国人労働者はこう呼ばれた）たちは国境を越えて働いた。マレーシアから買い付けたゴム、インドの都市バタナガルにつくった製靴工場を通じてアルゼンチンから革を輸入するなど、チェーン式産業と国際供給を統括する、市はその中心地となった。最重要の製靴工場や、ズリーンの衛星都市と呼ばれた場所が、チェコ国外に誕生した。
- ミューリン （スイス、1932年）
- エロクール （フランス、1932年）
- ティルベリー （イギリス、1933年）
- ベスト （オランダ、1933年）
- ベルキャンプ （アメリカ合衆国、1936年)
- バタナガル （インド）

これら新計画の全ては、バタの多くの急成長と平行してズリーンを基盤に雇用された人々が管理をしていた。チェコスロバキアの共産主義執政官は1932年の演説で、バタはあと2、3年で破産するだろうと述べ『モスクワかズリーンか？』と説いた。しかしそれは真実からほど遠かった。

### 戦後
ズリーンは1948年に周辺自治体と合併して、共産主義となってからのチェコスロバキア初代大統領クレメント・ゴットヴァルドにちなんで市名をゴットヴァルドフと変えた。1990年に市名が元のズリーンに戻された。

## ズリーンの建築物

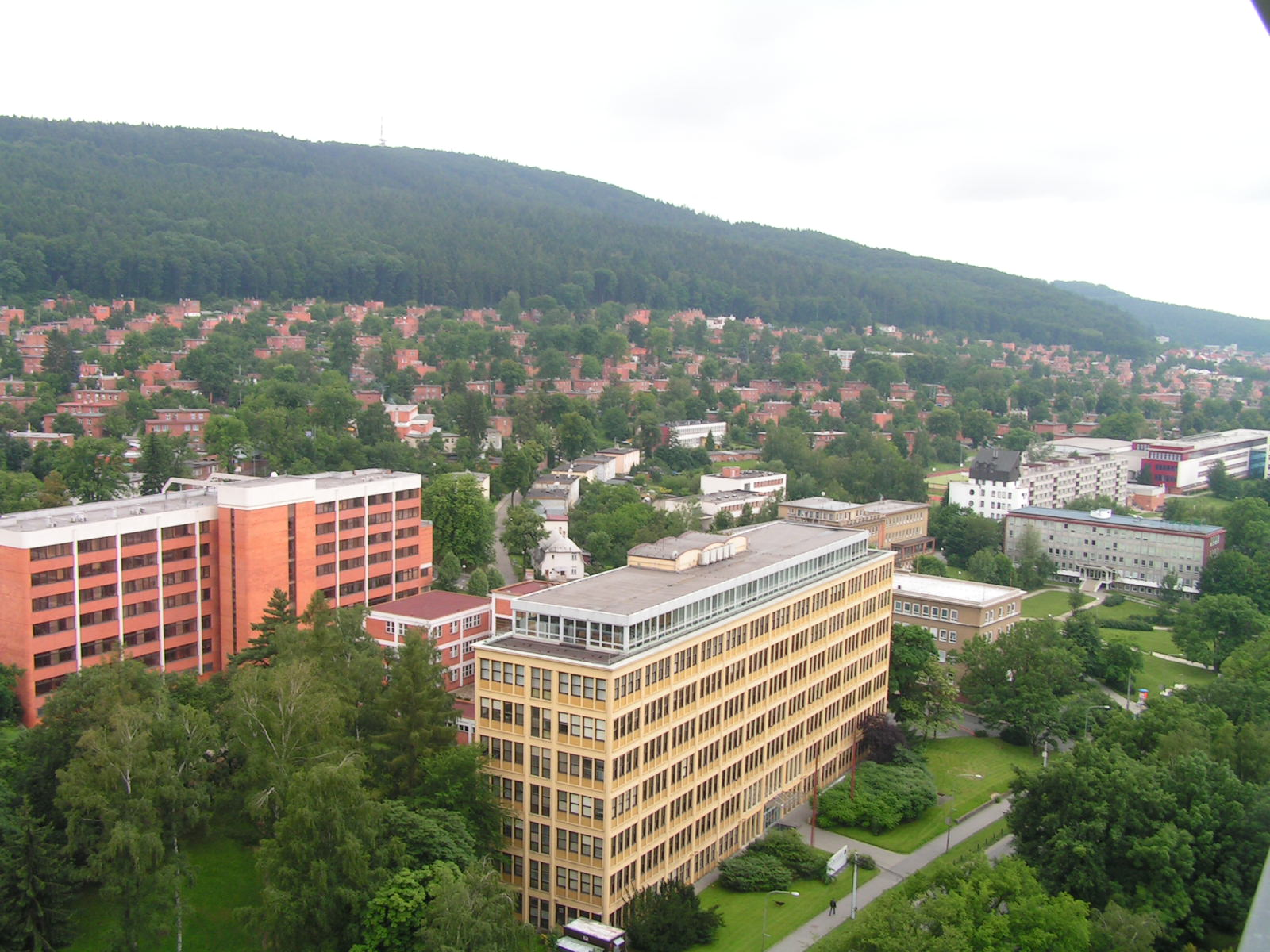
レトナー区

- トマーシュ・バタのヴィラは、ズリーンの初期建築の功績（1911年完成）。建物の設計は、プラハ芸術アカデミーの教授で著名なチェコ人建築家ヤン・コテラによるもの。1945年に建物が没収された後、開拓者住宅とされた。バタ製靴の2代目社長トマーシュに返還されてから、トマーシュ・バタ財団の本部ビルとなった。

- ズリーン市バタ病院は、原型は1927年に建てられたもので、瞬く間に最も現代的なチェコスロバキア病院施設の一つとなった。原型の建物設計をしたのはフランチシェク・リディエ・ガフラである。

- 大映画館（Velké kino）は1932年に建てられ、当時ヨーロッパ最大の2580席ある映画館だった。映画館にはヨーロッパ最大のスクリーン（9 x 7 meters）がかけられていた。設計はミロスラフ・ローレンツとフランチシェク・リディエ・ガフラ。

- トマーシュ・バタ記念館は、1933年にフランチシェク・リディエ・ガフラによって建てられた。バタが1932年に不慮の飛行機事故死する前に、彼の業績を記念するためのものだった。建物は構成主義の傑作とされる。1955年よりPhilharmonic Orchestra of Bohuslava Martinůの本拠地となっている。

- バタの摩天楼（Baťův mrakodrap, Jednadvacítka）は、世界に広がるバタ会社の中心会社として、ヤン・アントニン・バタが建てたもの。チェコスロバキア一高い建物（77.5メートル）は、建築家ウラジミール・カルフィークの設計である。建物は最近高額な修繕が施され、現在ズリーン州政府の本部が置かれる。

## 教育
- ズリーン・トマーシュ・ベタ大学

## 姉妹都市
- アルテンブルク、ドイツ
- グローニンゲン、オランダ
- ホジュフ、ポーランド
- イゼヘム（英語版）、ベルギー
- リンバッハ＝オベルフローナ（英語版）、ドイツ
- ロマン＝シュル＝イゼール、フランス
- セスト・サン・ジョヴァンニ、イタリア
- トレンチーン、スロバキア

## ゆかりの人々
- トム・ストッパード　-　現在はイギリス国籍の劇作家・映画脚本家。ズリーンで生まれるが、ユダヤ系であるため2歳でチェコを離れた。
- イヴァナ・トランプ - アメリカの大富豪ドナルド・トランプの元妻。ズリーン生まれ。
- ジョン・トゥサ　-　元BBCのブロードキャスター。ズリーン生まれ。父親がバタ製靴会社のティルベリー工場経営責任者となったことから、1939年に一家でイギリスへ移住した。

## 参照
- Frampton, Kenneth, 2001. Le Corbusier. London and New York: Thames and & Hudson World of Art.
- Meller, Helen, 2001. European Cities 1890-1930s. History Culture and the Built Environment. Chichester (UK): John Wiley & Sons, Ltd.
- 増田幸弘『黒いチェコ』彩流社、2015年。ISBN 978-4779170409。